# Tropidion litigiosum
Tropidion litigiosum là một loài bọ cánh cứng trong họ Cerambycidae.